# AHS Krab
AHS Krab (Armatohaubica samobieżna Krab) — польская самоходная гаубица калибра 155 мм с длиной ствола 52 калибра. Принята на вооружение Сухопутными войсками Польши в 2010 году. Орудие изначально было построено на базе модернизированного шасси UPG-NG фирмы OBRUM, производства Zakłady Mechaniczne Bumar-Łabędy, и лицензионной британской башней AS90/52. В декабре 2014 года было принято решение заменить ходовую часть UPG-NG на лицензионную Samsung Techwin, используемую в самоходном орудии K9 Thunder.

## Выбор системы
Идея внедрения в сухопутных войсках Польши новой дальнобойной артиллерийской системы появилась в начале 1990-х годов. В результате проведенных анализов был выбран калибр 155 мм, совместимый со стандартами НАТО, вместо использовавшихся до сих пор орудий калибра 152 мм. Длина ствола орудия была принята в 52 калибра (L/52). Считалось реальным создать такую систему в Польше в кооперации с иностранными партнёрами. Изначально планировалось начать сотрудничество со Словакией, где велась работа над развитием самоходной артиллерийской установки (САУ) семейства Dana (проект Zuzana). Первоначальный проект предусматривал сборку словацкой башенной системы Zuzana-2 A40 со 155-мм пушкой-гаубицей на польском шасси семейства Kalina. В 1997 году был объявлен первый тендер на башенную систему для новой польской 152/155-мм САУ. Для дальнейшего рассмотрения были отобраны четыре башни: Т-6 (ЮАР), Zuzana (Словакия), AS-90 (Великобритания), PzH 2000 (Германия). Башню предполагалось установить на удлиненное (до семи пар опорных катков) шасси типа «Калина». В 1997 году тендер был отменен. Во второй тендер вошли три компании — южноафриканцы покинули проект. Также рассматривался вариант установки башни на шасси танка (от семейства Т-72/ПТ-91), но от него отказались из-за проблем с такой системой. В 1998 году для сравнения были выбраны две башни — немецкая и британская. Окончательный выбор должно было сделать Министерство обороны. Огневые испытания (только британские орудия, немцы на полигон в Жагань не приехали, объяснив это таможенными правилами) проводились 21-24 июня 1999 г. на полигоне Жагань-Свентошув. Немецкое предложение было оценено ниже, так как оно предлагалось вместе с шасси (основание башни PzH 2000 на польском шасси потребовало бы значительных переделок и усиления шасси и двигателя). В конечном итоге была выбрана британская башня и 26 июля 1999 г. было подписано соглашение на лицензионное производство этих башен на HSW. В качестве шасси была выбрана конструкция фирмы OBRUM, предназначенная для гаубицы — тяжелый гусеничный транспортер UPG-NG, проходящий испытания с 1999 г.

## Прототипы и серийная реализация (шасси UPG-NG)

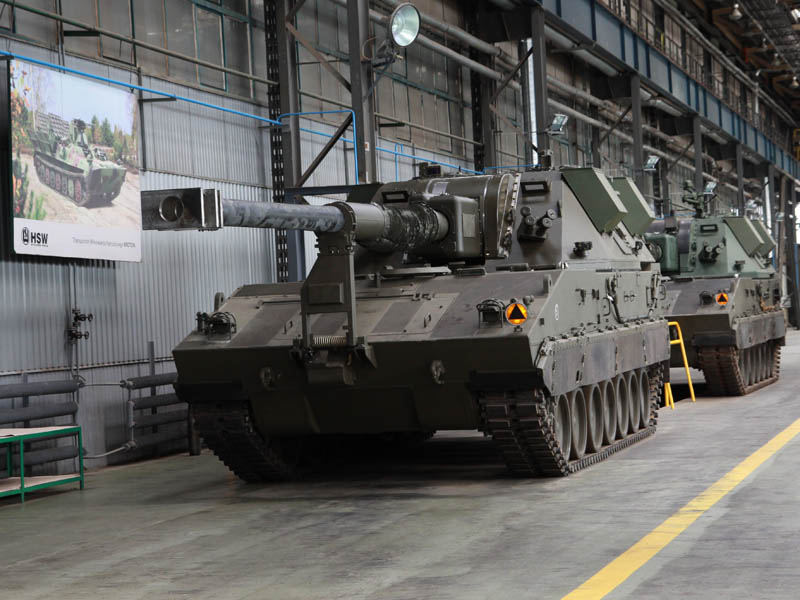
Прототип гаубицы AHS Krab на шасси UPG-NG

Первый дивизион САУ с условным названием «Регина» должен был быть поставлен на войсковые испытания в 2003 г. В случае успешных испытаний предполагалось введение первого дивизиона (18 батарей) в 2005 г. (планировалось ввести четыре дивизиона к 2012 году). Однако из-за отсутствия оплаты с польской стороны процесс затянулся. Сборка первого прототипа пушки, получившей обозначение Krab, началась в октябре 2000 г., а первая британская башня прибыла в марте 2001 г. Первый законченный прототип Krab был представлен публике 12 июня 2001 г. В 2002 г. был достроен второй прототип и проведены заводские и войсковые испытания. Первоначально планировалось создать прототип артиллерийского дивизиона, в состав которого должны были входить огневая батарея (6 орудий) и все транспортные средства, присутствующие на уровне батареи (2 КШМ, 2 командирские машины, автомобиль с боеприпасами, автомобиль-мастерская, автомобиль эвакуации и автомобиль ремонта вооружения и электроники). По первоначальным предположениям, «Краб» должен был нести 60 снарядов, как и PzH 2000. Krab оснащен механизированной системой доставки боеприпасов. Орудие заряжается вручную. В то время предполагалось, что подготовка к серийному производству начнется в 2003 г., а первая батарея будет сформирована в 2008 г., но отсутствие финансовых средств сместило решение о внедрении системы на несколько лет. Будущее программы было неопределенным, ей грозило закрытие и передача произведенных машин в музей. До 2006 г. программа Krab, включающая покупку лицензии на башенную систему, адаптацию документации, полонизацию системы до уровня AS90P, изготовление двух прототипов и программу исследований, стоила менее 77 млн злотых.
Первые два прототипа были оснащены башенными системами, поставленными BAE Systems, а третий был изготовлен Huta Stalowa Wola. Первая стрельба комплектного третьего Краба была проведена 29 июля 2011 г. Лишь в 2006 г. польское министерство обороны подтвердило намерение заказать систему, а 12 мая 2008 г. подписало контракт с Военно-производственным центром HSW на внедрение к 2011 г. дивизионного огневого модуля «Регина». Контракт предусматривал поставку 8 огневых единиц (две батареи по четыре орудия в каждой) с сопровождающими машинами, в том числе две для модернизации двух прототипов «Крабов» и изготовления дополнительно 6 машин. Всего в дальнейшем предполагалось заказать 75 единиц. Согласно новым требованиям планировалось модернизировать систему управления огнем и адаптировать орудия под высокоточные боеприпасы, а также изменить носители других элементов системы. При этом возимый боекомплект машины сократился до 40 выстрелов и 48 метательных зарядов. Видимые внешние изменения включали замену металлических фартуков гусениц на резиновые; также была усилена броня и изменён дульный тормоз.
Программа столкнулась с дополнительными препятствиями, так в 2010 г. были выявлены проблемы с микротрещинами в корпусах UPG-NG, возникающими из-за дефектов материалов. После экспертизы корпуса пришлось заменить на новые производителя Bumar. В июне 2012 года военные все же подписали приложение к контракту, увеличив заказ до 24 орудий и машин обеспечения. В связи с прекращением тем временем производства стволов для самоходки AS-90 британской стороной программу Regina пришлось изменить. Проведя исследование среди производителей артиллерийских стволов, Министерство национальной обороны остановило свой выбор на продукции французского концерна Nexter из Буржа Остальные элементы конструкции орудия, такие как дульный тормоз, люлька, клиновой затвор и возвратный упор — польского производства. Первый публичный показ «Краба» с стволом Nexter Systems состоялся на Международной выставке оборонной промышленности 2011 года. Также возникла необходимость замены двигателя на других машинах, так как изначально выбранный польский двигатель S-12U больше не выпускался, а его производитель PZL-Wola был ликвидирован.
После поставки стволов для комплектации 8-орудийной батареи от концерна Nexter было решено, в связи с более выгодными условиями, закупить стволы для дальнейших 16 гаубиц первого дивизиона у немецкой фирмы Rheinmetall. Однако в 2014—2016 годах ствольный цех HSW был модернизирован, оснащен новым оборудованием, благодаря чему HSW получил возможность самостоятельного производства стволов по программе Krab.
Первая батарея с 8 орудиями поступила в войска в ноябре 2012 г. и передана 11-му артиллерийскому полку в Венгожево для проведения квалификационных испытаний. Однако в ходе испытаний выяснилось, что ходовые шасси UPG-NG, кроме микротрещин, имеют многочисленные недостатки, в том числе неэффективную систему охлаждения и утечки жидкости. Девятая машина была построена в 2014 году с импортным двигателем и изменениями в трансмиссии, но не прошла испытания. Из-за сложности устранения дефектов было решено заменить шасси системы. Решением Министерства национальной обороны и PGZ SA в декабре 2014 г. было выбрано шасси южнокорейской пушки K9 Thunder производства Samsung Techwin, что положило конец затянувшейся проблеме с UPG-NG .

## Серийное производство (шасси К9)

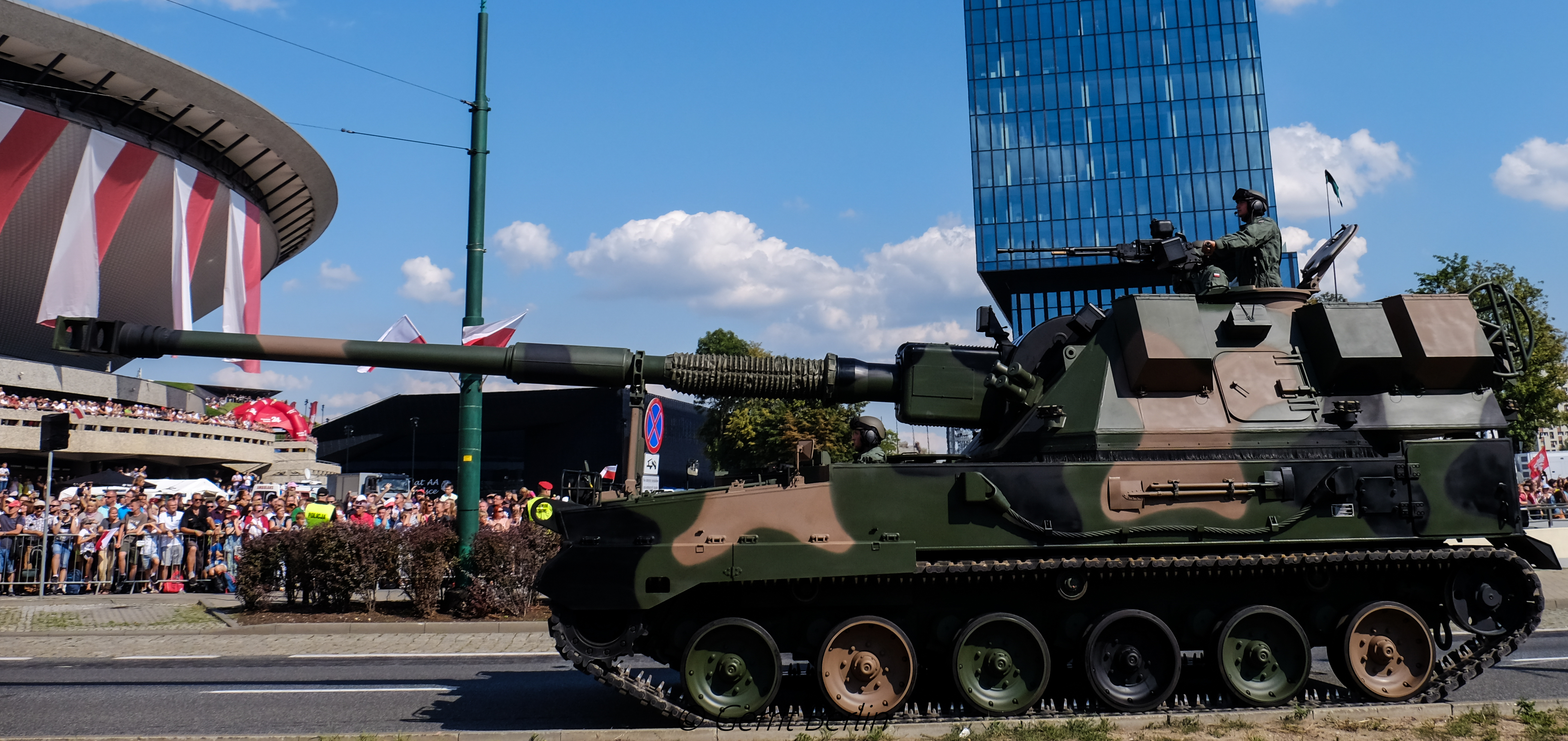
Гаубица Krab на шасси K9PL

17 декабря 2014 года Председатель Правления HSW SA подписал контракт на производство и полонизацию (на основе лицензии) 120 шасси для пушечной гаубицы Krab K9 с корейской компанией Samsung Techwin. Первоначально к 2017 г. в Польшу из Республики Корея должны были быть поставлены 24 шасси для пушечных гаубиц, а в 2018—2022 гг. — ещё 12. Ещё 84 шасси должны были быть лицензированы в Польше.
24 августа 2015 г. в Сталева-Воля была получена модель Krab с шасси К9
14 декабря 2016 г. был подписан контракт на поставку ещё 96 пушек-гаубиц (4 дивизиона), что вместе с 24 уже принятыми на вооружение дает в общей сложности 120 орудий. Это был также крупнейший в стоимостном выражении контракт на поставку оружия, произведенного польской промышленностью.
По состоянию на июль 2021 года построено 80 гаубиц AHS Krab

## Тактико-технические характеристики
- калибр — 155-мм НАТО
- Длина ствола — 52 калибра
- Темп стрельбы — 6 выстрелов в минуту
- Дальность эффективной стрельбы — 30 км
- Максимальная дальность стрельбы — 40 км
- Заряжание — раздельное
- Запас хода — 400 км
- Максимальная скорость — 67 км/ч
- Средняя скорость — 30 км/ч
- Экипаж — 5 человек
- Масса — 48 тонн

## Техническое описание
AHS Krab представляет собой самоходную гаубицу на базе лицензионного шасси южнокорейской гаубицы K9 Thunder, производимой в Польше, с использованием английской башенной системы AS-90, выпускаемой по лицензии.

### Шасси
Шасси представляет собой полонизированную версию южнокорейской гаубицы K9 Thunder. Полонизированный вариант шасси К9 был разработан совместно польскими и корейскими конструкторами в течение нескольких месяцев после принятия решения о замене неисправного UPG-NG. Польская версия, по отношению к оригиналу, отличается использованием ряда новых решений, которых нет в оригинале, напр. установлены вспомогательная силовая установка (ВСУ), пожаровзрывозащищенная и фильтровентиляционная системы. Шасси, разработанное таким образом, обозначается как PК9 или K9PL (названия взаимозаменяемы). Шасси K9PL производится на HSW.
Трансмиссионный отсек находится в передней части шасси, как и отсек механика-водителя. Двигатель расположен с правой стороны, сиденье водителя рядом с ним. Привод — турбодизель MTU MT 881 Ka 500 с максимальной мощностью 1000 лошадиных сил (735 кВт) при 2700 об/мин. В машине используется трансмиссия Allison Transmission X1100 — 5A3, диапазон из четырёх передних и двух задних передач, интегрированная тормозная система, интегрированная система управления и возможность поворота вокруг своей оси на месте. Источником электроэнергии является используемый в автомобиле генератор постоянного тока напряжением 28 В и выходной мощностью 5,5 кВт. В средней и задней части фюзеляжа имеется боевое отделение. Дополнительно K9PL оснащен гидропневматической подвеской польского производства.
В шасси размещено 11 выстрелов и 20 пороховых зарядов.

### Башня и вооружение
В гаубице Krab используется башня от британской гаубицы AS-90, производимая по лицензии в Польше.
В верхней части башни имеются два люка: правый предназначен для командира. С левой стороны имеется небольшая дверца. На бортах и в задней части башни предусмотрено опциональное место для монтажа дополнительного оборудования в виде саперного снаряжения и маскировочной сетки с ящиками для дополнительного оборудования. 155-мм орудие длиной 52 калибра, размещенное на ложе-люльке, имеет самоусиленный ствол с клиновым затвором с вертикальным перемещением и двухкамерным дульным тормозом. Управление поворотом башни электрическое. Заряжание раздельное полуавтоматическое: снаряд и пороховой заряд (из подавателя в нише башни) подхватываются заряжающим и укладываются на подаватель, расположенный у оси ствола. Затем снаряд размещается в центре с помощью досылателя, второй заряжающий укладывает пороховой заряд с капсюлем. Взрыватели ракет устанавливаются электронным способом. Угол обстрела по горизонтали составляет 360 градусов, а по вертикали от −3,5 до +70 градусов. Скорость поворота башни, а вместе с тем и изменение угла возвышения ствола, составляет 10 градусов в секунду.
Кроме того, «Краб» имеет 12,7-мм НАТО крупнокалиберный пулемет WKM-B, установленный на базе, и прицел К-10Т на крыше башни.
Скорострельность очередями — 3 выстрела в 10 секунд, интенсивным огнем — 6 выстрелов в минуту (может вестись в течение 3 минут), практическая скорострельность — 2 выстрела в минуту. Минимальная дальность — 4,5 км, максимальная — 40 км. Время перехода гаубицы из походного положения в боевое и обратно составляет по 30 секунд соответственно.
В башне 29 снарядов и 28 пороховых зарядов.

### Электронные системы
К электронным системам AHS Krab относятся:

— система наземной навигации и топографической привязки FiN 3110L + GPS + одометр;

— система управления огнем WB Electronics TOPAZ (компьютер управления башней, вычислитель наведения и командирский баллистический вычислитель);

— система внутренней и внешней связи WB Electronics FONET (цифровая радиостанция УКВ типа RRC 9311AP и персональная радиостанция для функционального персонала);

— водительский и командирский приборы дневного и ночного наблюдения;

— система предупреждения и самозащиты Obra-3 SSP-1;

— прицел прямой наводки;

— баллистическая РЛС MVRS-700 SCD.

## Дивизион «Регина»
В состав дивизиона самоходной артиллерии в ВС Польши входят 24 САУ AHS Krab, 2 командно-штабные машины (WDsz) и 9 командирских машин (WD), построенных на гусеничном шасси LPG, 6 машин подвоза боеприпасов (WA), установленных на шасси грузовика Jelcz 882.53. колёсной формулы 8x8 и одна мастерская по ремонту вооружения и электроники (WRUiE), установленная на грузовике Jelcz P662.

## Боеприпасы
Krab адаптирован под боеприпасы, соответствующие стандартам соглашения НАТО JBMoU (Совместный меморандум о взаимопонимании по баллистике) . Изначально собственной программы боеприпасов не было. Затем поставку боеприпасов для Вооруженных сил предложил Zakłady Metalowe Dezamet. В связи с высокими затратами и рисками, связанными с самостоятельной разработкой боеприпасов, было установлено сотрудничество со словацкой компанией ZVS Holding a.s. из Дубницы-над-Вагием. 9 декабря 2010 г. было подписано лицензионное соглашение. В 2012 г. на заводе «Дезамет» было налажено производство ударных взрывателей КЗ984, производство остальных частей боеприпасов планируется реализовать поэтапно.
Боеприпас состоит из осколочно-фугасного снаряда повышенной дальности 155 mm HE ER-BB (англ. High Explosive Extended Range projectile with (Base Bleed)) с взрывателем KZ984, а также порохового заряда, собранного из шести модулей TC-F би-модульной зарядной системы (англ: Bi-Modular Charge System (BMCS)).

## Боевое применение
Используются украинской стороной в ходе вторжения России на Украину. По данным Forbes, к маю 2023 года ВСУ потеряли от 18 до 21 процента поставленных из Польши САУ AHS Krab.

## Операторы

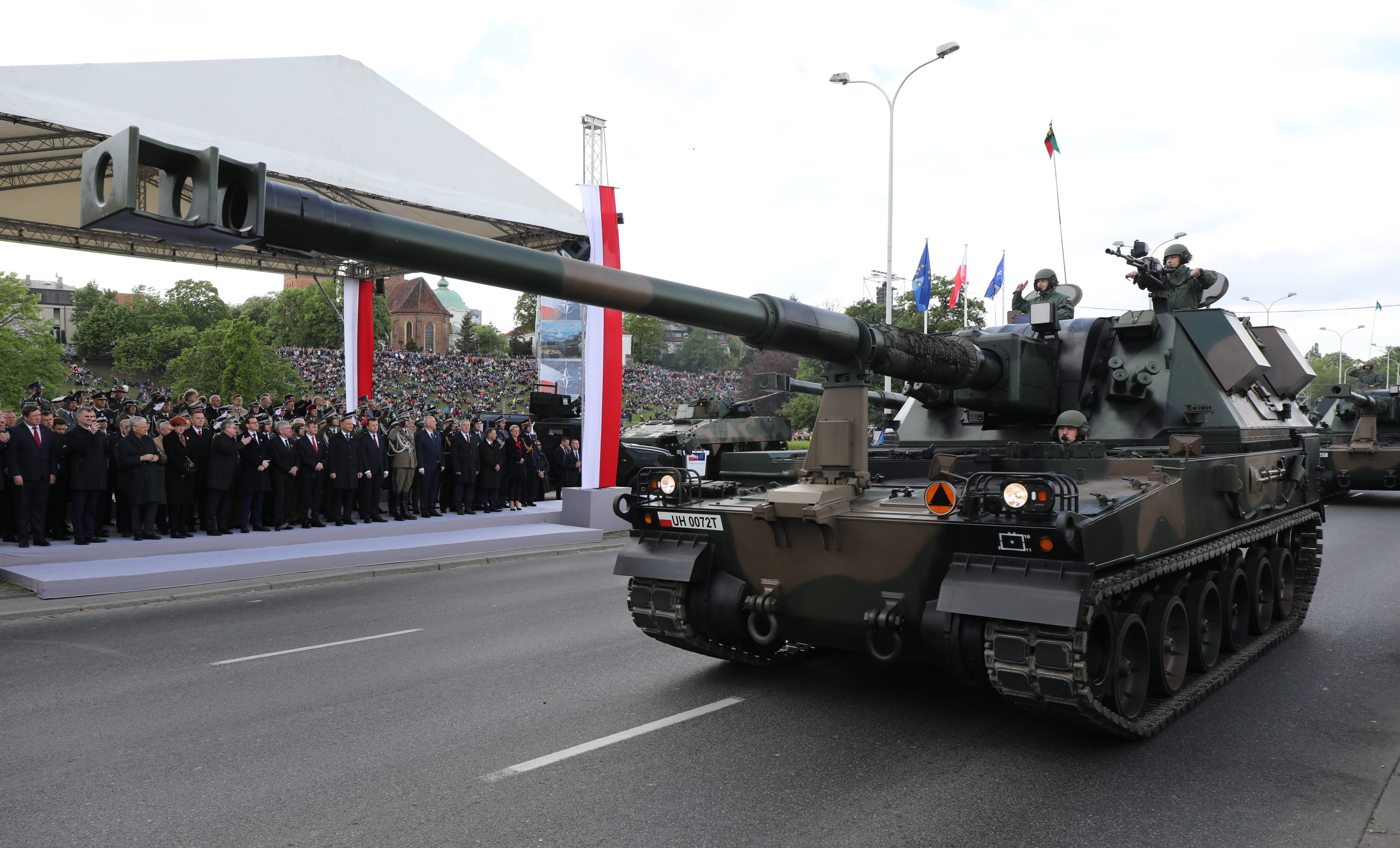
AHS Krab на военном параде в Польше

- Польша — 26 единиц на вооружении по состоянию на 2024 год[17], всего запланирована поставка 120 единиц[18][19]
- Украина — 53 единицы на вооружении по состоянию на февраль 2024 года (переданы Польшей из арсенала Вооружённых сил Республики Польша)[20][21][22].

31 мая 2022 года стало известно о заказе Украиной трёх дивизионов AHS Krab (в сообщениях о сделке говорится о количестве «около 60 гаубиц») на сумму около 3 миллиардов злотых.